# ブルーグラス・インビテーショナル
ブルーグラス・インビテーショナル（The Bluegrass Invitational）は、1965年から1974 年までLPGAツアーの公式トーナメントであった。ケンタッキー州プロスペクトのハンティング・クリーク・カントリークラブで開催された。

## 優勝者
ブルーグラス・インビテーショナル
- 1974年: ジョアン・カーナー
- 1973年: ドナ・カポニ
- 1972年: キャシー・コーネリアス
- 1971年: ジョアン・カーナー
- 1970年: ドナ・カポニ
- 1969年: ミッキー・ライト

ブルーグラス・レディース・インビテーショナル
- 1968年: キャロル・マン

ブルーグラス・インビテーショナル
- 1967年: ミッキー・ライト

ブルーグラス・レディース・インビテーショナル
- 1966年: ミッキー・ライト

ブルー・グラス・インビテーショナル
- 1965年: キャシー・ウィットワース